# Downloadable Sounds Level 2
Downloadable Sounds Level 2 (DLS2) ist ein Industriestandard der MIDI Manufacturers Association zur Klangerzeugung aus Wave-Samples. Die Samples werden dabei zur Laufzeit in den Synthesizer geladen und sind nicht fest eingebaut.
DLS2 bietet Möglichkeiten zur Klangbearbeitung durch sechs-stufige Hüllkurven, Überlagerung mehrerer Stimmen und low-frequency oscillators für Modulationseffekte und Tiefpass-Resonanzfilter.
DLS2 ist Grundlage des Software-Synthesizer Services in DirectMusic, Teil von DirectX und wird ebenfalls in der Microsoft Xbox verwendet.